# Borknagar
A Borknagar egy norvég metal együttes. Főként black metalt játszanak, de a folk, viking metal és progresszív metal műfajában is otthon vannak. 1995-ben alakultak Bergenben. Első nagylemezüket 1996-ban adták ki. Lemezeiket a Century Media Records jelenteti meg. Tagjai nagy része több együttesben is szerepel: Vintersorg (Andreas Hedlund) például a saját magáról elnevezett zenekarában és az Otyg-ban játszik, ICS Vortex a Dimmu Borgir, Arcturus, Lamented Souls zenekarok tagja volt, Lars A. Nordland a Solefald-ban is játszik. A mára kilépett Ivar Bjornson az Enslaved zenészeként lett ismert, a mára szintén kiszállt Infernus a Gorgoroth alapítója. Így a zenekar supergroup-nak számít. Első nagylemezük teljes egészében norvég nyelven szól, és klasszikus black/viking/folk metal hangzással rendelkezik, a második lemezükkel kezdve viszont nagyrészt angol nyelven énekelnek, és a progresszív metal elemeivel kevert black/folk/viking metalt játszanak.

## Tagok
Jelenlegi tagok
- Oystein G. Brun - gitár (1995-)
- ICS Vortex - éneklés (1997-2000, 2010-), basszusgitár (1998-2000, 2010-)
- Lars A. Nedland - billentyűk, éneklés (1999-)
- Vintersorg - éneklés, gitár, billentyűk (2000-)
- Baard Kolstad - dobok (2012-)

## Diszkográfia
- Borknagar (1996)
- The Olden Domain (1997)
- The Archaic Course (1998)
- Quintessence (2000)
- Empiricism (2001)
- Epic (2004)
- Origin (2006)
- For the Elements 1996-2006 (válogatáslemez, 2008)
- Universal (2010)
- Urd (2012)
- Winter Thrice (2016)
- True North (2019)